# 景东直隶厅
景东厅，清朝时设置的厅。

景东厅在云南省的位置（1820年）

乾隆三十五年（1770年）降景东府置，直属云南省。治所在今云南省景东彝族自治县，辖境相当今云南省中部澜沧江以东，哀牢山以西，镇沅县以北至景东彝族自治县地。1913年废厅改为景东县。